# Puig d’en Jordà
Der Puig d’en Jordà ist ein 754,2 Meter hoher Berg, über den die französisch-spanische Staatsgrenze zwischen der Provinz Girona und dem Roussillon (Département Pyrénées-Orientales) verläuft. 

## Lage
Der Südwesthang des Puig d’en Jordà gehört zum Gemeindegebiet des im Norden Kataloniens gelegenen Rabós (Alt Empordà). Seine Nordostseite bildet den Südabschnitt der französischen Gemeinde Banyuls-sur-Mer.
Nach dem Puig de Querroig (678 Meter) und dem Puig de Tarbaus (699 Meter) ist der Puig d’en Jordà die nächsthöhere Erhebung auf dem vom Mittelmeer (Côte Vermeille) heraufziehenden Grenzgrat, der am Puig Cervera (205 Meter) einsetzt. Am selben Grenzgrat folgt dann nordwestlich der Col del Tourn (608 Meter) und sodann der Puig de la Calme mit 718 Meter Meerhöhe. 
Am Puig d’en Jordà verzweigt sich der Grat und entsendet einen Ableger nach Süden in Richtung Puig d'Esquers (603 Meter) und den 587 Meter hohen Roques Blanques (am Grat der els Esquers). Am unmittelbar südöstlich vorgelagerten La Torre Petita (746 Meter), an dem der Grenzgrat in die Nordwest-Richtung umbiegt, verzweigt sich ein weiterer Grat und zieht zur südsüdöstlich streichenden Sierra de Balmeta. Unmittelbar am Gipfel des Puig d’en Jordà läuft ein Fußweg vorbei, der vom La Torre Petita und dem Coll del Teixó (721 Meter) heraufkommt und dann dem Grenzgrat weiter nach Nordwesten folgt.
Unterhalb des Gipfelaufbaus entspringen mehrere Bäche, so der nach Südwesten entwässernde Rec de la Perdiu, in dessen unmittelbarer Nähe die Abtei Sant Quirze de Colera und die Kirche Santa Maria de Colera erbaut wurden. Oder der nach Süden abfließende Wildbach Torrent Jordana und der nach Nordosten in Richtung Banyuls-sur-Mer entwässernde Córrec Taravaus.
Die katalanische Sûdwestseite des Puig d’en Jordà ist relativ baumlos, wohingegen die französische Nordostseite dicht bewaldet ist.

## Geologie

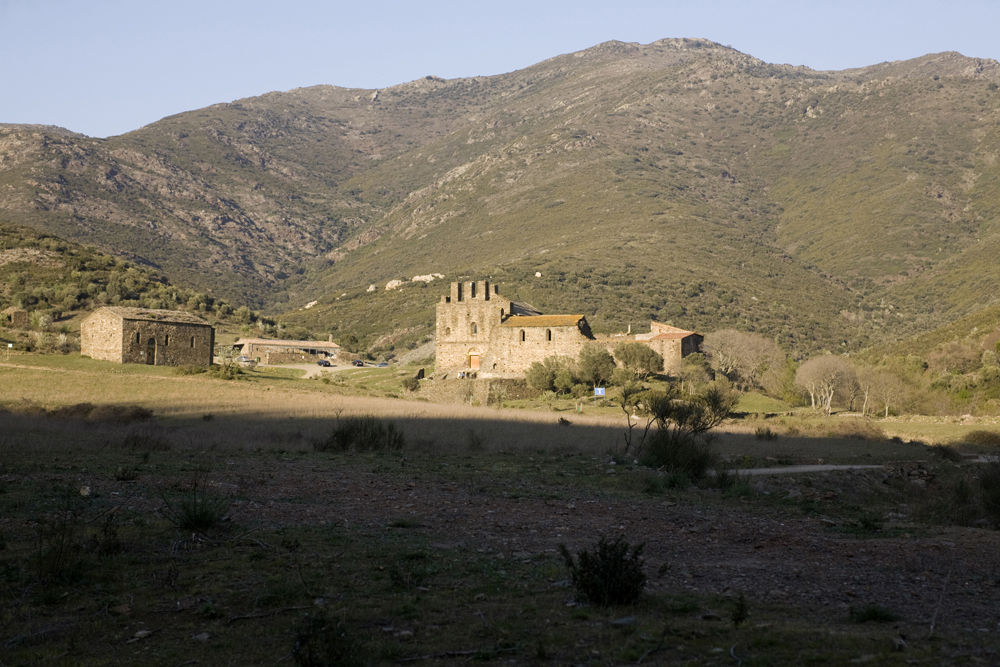
Blick aus südwestlicher Richtung von der Abtei Sant Quirze de Colera auf den Grenzgrat, der Puig d’en Jordà befindet sich rechts im Hintergrund

Der geologische Untergrund des Puig d’en Jordà wird aus paläozoischen Schiefern des Albères-Massivs aufgebaut. Die gegen Ende der variszischen Gebirgsbildung im Oberkarbon vor rund 300 Millionen Jahren BP nur relativ schwach metamorphosierten Gesteine sind älter als 470 Millionen Jahre BP und gehören der Grünschieferfazies (Chloritzone) an.